# لوروا أغسطس ستافورد
لوروا أغسطس ستافورد (بالإنجليزية: Leroy Augustus Stafford)‏ هو عسكري أمريكي، ولد في 13 أبريل 1822 في مقاطعة رابيدز في الولايات المتحدة، وتوفي في 8 مايو 1864 في ريتشموند في الولايات المتحدة.